# ザ・マスターズ (ダーツ)
ワールド・マスターズ (Winmau World Masters) は、プロフェッショナル・ダーツ・コーポレイション (PDC) が開催するダーツのトーナメントである。
ワールド・ランキングであるPDC オーダー・オヴ・メリット (PDC OoM) のみから上位24名が出場するトーナメントのため、初戦から大接戦となりやすいのが特徴である。大会は1回戦と準々決勝は10レグ先取、準決勝以降は11レグ先取で勝利となる。

## 結果
| 年            | 優勝 (決勝平均)                       | スコア  | 準優勝 (決勝平均)                           | 賞金     | 賞金     | 賞金    | スポンサー     | 会場                                                                    |
| 年            | 優勝 (決勝平均)                       | スコア  | 準優勝 (決勝平均)                           | 総額     | 優勝     | 準優勝  | スポンサー     | 会場                                                                    |
| ------------- | ------------------------------------- | ------- | ------------------------------------------- | -------- | -------- | ------- | -------------- | ----------------------------------------------------------------------- |
| 2013          | フィル・テイラー (108.50)             | 10-1    | エイドリアン・ルイス (100.03)               | £160,000 | £50,000  | £20,000 | Coral          | ロイヤル・ハイランド・センター, エディンバラ                            |
| 2014          | ジェームズ・ウェイド (91.39)          | 11–10   | マーヴィン・キング (92.15)                  | £160,000 | £50,000  | £20,000 | Unibet         | ロイヤル・ハイランド・センター, エディンバラ                            |
| 2015          | マイケル・ヴァン・ガーウェン (112.49) | 11–6    | レイモンド・ファン・バルネフェルト (96.13)  | £200,000 | £60,000  | £25,000 | Unibet         | マーシャル・アリーナ, ミルトン・キーンズ (known as Arena MK until 2018) |
| 2016          | マイケル・ヴァン・ガーウェン (98.94)  | 11–6    | デイブ・チズナル (96.71)                    | £200,000 | £60,000  | £25,000 | Unibet         | マーシャル・アリーナ, ミルトン・キーンズ (known as Arena MK until 2018) |
| 2017          | マイケル・ヴァン・ガーウェン (109.42) | 11–7    | ゲイリー・アンダーソン (103.58)             | £200,000 | £60,000  | £25,000 | Unibet         | マーシャル・アリーナ, ミルトン・キーンズ (known as Arena MK until 2018) |
| 2018          | マイケル・ヴァン・ガーウェン (105.85) | 11–9    | レイモンド・ファン・バルネフェルト (100.55) | £200,000 | £60,000  | £25,000 | Unibet         | マーシャル・アリーナ, ミルトン・キーンズ (known as Arena MK until 2018) |
| 2019          | マイケル・ヴァン・ガーウェン (99.82)  | 11–5    | ジェームズ・ウェイド (87.44)                | £200,000 | £60,000  | £25,000 | BetVictor      | マーシャル・アリーナ, ミルトン・キーンズ (known as Arena MK until 2018) |
| 2020          | ピーター・ライト (95.01)              | 11–10   | マイケル・スミス (89.71)                    | £200,000 | £60,000  | £25,000 | ラドブロークス | マーシャル・アリーナ, ミルトン・キーンズ (known as Arena MK until 2018) |
| 2021          | ジョニー・クレイトン (104.10)         | 11–8    | マーヴィン・キング (94.95)                  | £220,000 | £60,000  | £25,000 | ラドブロークス | マーシャル・アリーナ, ミルトン・キーンズ (known as Arena MK until 2018) |
| 2022          | ジョー・カレン (96.89)                | 11–9    | デイブ・チズナル (90.23)                    | £220,000 | £60,000  | £25,000 | ラドブロークス | マーシャル・アリーナ, ミルトン・キーンズ (known as Arena MK until 2018) |
| 2023          | クリス・ドビー (94.05)                | 11-7    | ロブ・クロス (90.20)                        | £275,000 | £65,000  | £30,000 | Cazoo          | マーシャル・アリーナ, ミルトン・キーンズ (known as Arena MK until 2018) |
| 2024          | スティーブン・バンティング (102.50)   | 11–7    | マイケル・ヴァン・ガーウェン (98.27)        | £275,000 | £65,000  | £30,000 | Cazoo          | マーシャル・アリーナ, ミルトン・キーンズ (known as Arena MK until 2018) |
| World Masters |                                       |         |                                             |          |          |         |                |                                                                         |
| 2025          | ルーク・ハンフリーズ (100.42)         | 6–5 (s) | ジョニー・クレイトン (98.25)                | £500,000 | £100,000 | £50,000 | Winmau         | Marshall Arena, Milton Keynes                                           |

## 記録と統計

### 回数
ここでは、回数に関する記録を紹介する。

#### 決勝進出回数
2024年現在、初開催から全12回の大会に出場し続けている選手はマイケル・ヴァン・ガーウェン, ジェームズ・ウェイド, ピーター・ライト, デイブ・チズナルの4人のみである。
| 順 | 選手                               | 国             | 優 | 準 | 回 | 出 |
| -- | ---------------------------------- | -------------- | -- | -- | -- | -- |
| 1  | マイケル・ヴァン・ガーウェン       | オランダ       | 5  | 1  | 6  | 12 |
| 2  | ジェームズ・ウェイド               | イングランド   | 1  | 1  | 2  | 12 |
| 3  | ジョニー・クレイトン               | ウェールズ     | 1  | 0  | 1  | 6  |
| 3  | ジョー・カレン                     | イングランド   | 1  | 0  | 1  | 6  |
| 3  | クリス・ドビー                     | イングランド   | 1  | 0  | 1  | 3  |
| 3  | フィル・テイラー                   | イングランド   | 1  | 0  | 1  | 5  |
| 3  | ピーター・ライト                   | スコットランド | 1  | 0  | 1  | 12 |
| 3  | スティーブン・バンティング         | イングランド   | 1  | 0  | 1  | 6  |
| 9  | レイモンド・ファン・バルネフェルト | オランダ       | 0  | 2  | 2  | 6  |
| 9  | デイブ・チズナル                   | イングランド   | 0  | 2  | 2  | 12 |
| 9  | マーヴィン・キング                 | イングランド   | 0  | 2  | 2  | 5  |
| 12 | ゲイリー・アンダーソン             | スコットランド | 0  | 1  | 1  | 9  |
| 12 | ロブ・クロス                       | イングランド   | 0  | 1  | 1  | 7  |
| 12 | エイドリアン・ルイス               | イングランド   | 0  | 1  | 1  | 8  |
| 12 | マイケル・スミス                   | イングランド   | 0  | 1  | 1  | 9  |

- 太字は現役

#### 国別優勝回数
| 国             | Players | Total | 初   | 最終 |
| -------------- | ------- | ----- | ---- | ---- |
| イングランド   | 5       | 5     | 2013 | 2024 |
| オランダ       | 1       | 5     | 2015 | 2019 |
| スコットランド | 1       | 1     | 2020 | 2020 |
| ウェールズ     | 1       | 1     | 2021 | 2021 |

#### 最多勝利
- 28  マイケル・ヴァン・ガーウェン
- 16  デイブ・チズナル
- 15  ピーター・ライト
- 15  ジェームズ・ウェイド

#### 不敗記録
- 20  マイケル・ヴァン・ガーウェン (2015年第1ラウンド - 2020年第1ラウンド)

### 100以上の平均値

#### 全ラウンド
ここでは、2試合以上戦った場合のみの記録とする。
- 2017  マイケル・ヴァン・ガーウェン (R1: 105.42; QF: 107.75; SF: 101.69; F: 109.42)
- 2018  マイケル・ヴァン・ガーウェン (R1: 102.68; QF: 111.14; SF: 101.96; F: 105.85)
- 2017  ゲイリー・アンダーソン (R1: 109.74; QF: 106.50; SF: 102.12; F: 103.58)
- 2016  フィル・テイラー (R1: 102.03; QF: 104.48; SF: 103.45)
- 2015  デイブ・チズナル (R1: 106.30; QF: 108.09)
- 2016  ピーター・ライト (R1: 100.15; QF: 104.36)
- 2017  メンサー・スルホビック (R1: 100.40; QF: 103.34)

#### 回数
2024年開催までの最多は、マイケル・ヴァン・ガーウェンの20回である。
- 20  マイケル・ヴァン・ガーウェン
- 10  フィル・テイラー
- 8  ゲイリー・アンダーソン
- 7  ピーター・ライト
- 6  デイブ・チズナル
- 6  ジョニー・クレイトン
- 6  レイモンド・ファン・バルネフェルト

#### 最高対戦平均値
2024年開催までの最高は、マイケル・ヴァン・ガーウェンの112.49である。
| 記録   | プレイヤー                   | 対戦相手                           | 年   | ラウンド |
| ------ | ---------------------------- | ---------------------------------- | ---- | -------- |
| 112.49 | マイケル・ヴァン・ガーウェン | レイモンド・ファン・バルネフェルト | 2015 | 決勝     |
| 112.32 | ロブ・クロス                 | ゲイリー・アンダーソン             | 2023 | ラスト16 |
| 112.20 | マイケル・ヴァン・ガーウェン | スティーブン・バンティング         | 2016 | ラスト16 |
| 111.17 | ゲイリー・アンダーソン       | ロブ・クロス                       | 2023 | ラスト16 |
| 111.14 | マイケル・ヴァン・ガーウェン | ジェームズ・ウェイド               | 2018 | 準々決勝 |
| 110.28 | マイケル・ヴァン・ガーウェン | デイブ・チズナル                   | 2015 | 準々決勝 |
| 110.05 | フィル・テイラー             | ウェズ・ニュートン                 | 2014 | ラスト16 |
| 109.74 | ゲイリー・アンダーソン       | ベニート・ファン・デ・パス         | 2017 | ラスト16 |
| 109.42 | マイケル・ヴァン・ガーウェン | ゲイリー・アンダーソン             | 2017 | 決勝     |
| 109.28 | フィル・テイラー             | ウェズ・ニュートン                 | 2013 | 準々決勝 |

### ハイエスト・チェックアウト

#### 年度別
2024年開催までで、少なくとも10人の選手がハイエスト・チェックアウトを達成している。
| 年   | 選手                                          | 数字 |
| ---- | --------------------------------------------- | ---- |
| 2013 | エイドリアン・ルイス                          | 156  |
| 2014 | マイケル・ヴァン・ガーウェン                  | 170  |
| 2015 | サイモン・ウィットロック                      | 167  |
| 2016 | ピーター・ライト マイケル・ヴァン・ガーウェン | 161  |
| 2017 | レイモンド・ファン・バルネフェルト            | 170  |
| 2018 | ロブ・クロス                                  | 167  |
| 2019 | マイケル・ヴァン・ガーウェン x 2              | 170  |
| 2020 | マイケル・ヴァン・ガーウェン                  | 164  |
| 2021 | マイケル・スミス x 2 ダリル・ガーニー         | 170  |
| 2022 | ディミトリ・バン・デン・バーグ                | 170  |
| 2023 | ガーウィン・プライス                          | 170  |
| 2024 | デイブ・チズナル                              | 160  |

### 試合記録

#### 最長試合
- 21 (レグ)  ジェームズ・ウェイド 11 vs 10  マーヴィン・キング (2014年決勝)
- 21  マイケル・ヴァン・ガーウェン 11 vs 10  フィル・テイラー (2016年準決勝)
- 21  マイケル・スミス 11 vs 10  ネーザン・アスピナル (2020年準決勝)
- 21  ピーター・ライト 11 vs 10  マイケル・スミス (2020年決勝)
- 21  マーヴィン・キング 11 vs 10  ガーウィン・プライス (2021年準決勝)
- 21  ジョニー・クレイトン 11 vs 10  ピーター・ライト (2021年準決勝)
- 21  ロブ・クロス 11 vs 10  ピーター・ライト (2023年準決勝)

## 放送
英国ではITV4、オランダではRTL7、またDAZNでも放送されている。